# Batalla de Elli
La batalla de Elli (también conocida como Batalla naval de los Dardanelos; en griego: Ναυμαχία της 'Ελλης) fue un combate naval librado el 16 de diciembre de 1912 (3 de diciembre de 1912 según el calendario juliano) entre las flotas del Reino de Grecia y el Imperio otomano, durante el transcurso de la Primera Guerra Balcánica. El combate tuvo lugar en las cercanías de la entrada al estrecho de los Dardanelos.

## Antecedentes
Con el fin de mantener a la flota otomana dentro de los límites del mar Negro y los Dardanelos, la Armada griega bloqueó la entrada del estrecho. En consecuencia, los turcos resolvieron enviar sus naves para romper el bloqueo e intentar recuperar el dominio del mar Egeo, permitiendo el abastecimiento de las islas que aún permanecían en su poder.

## La batalla

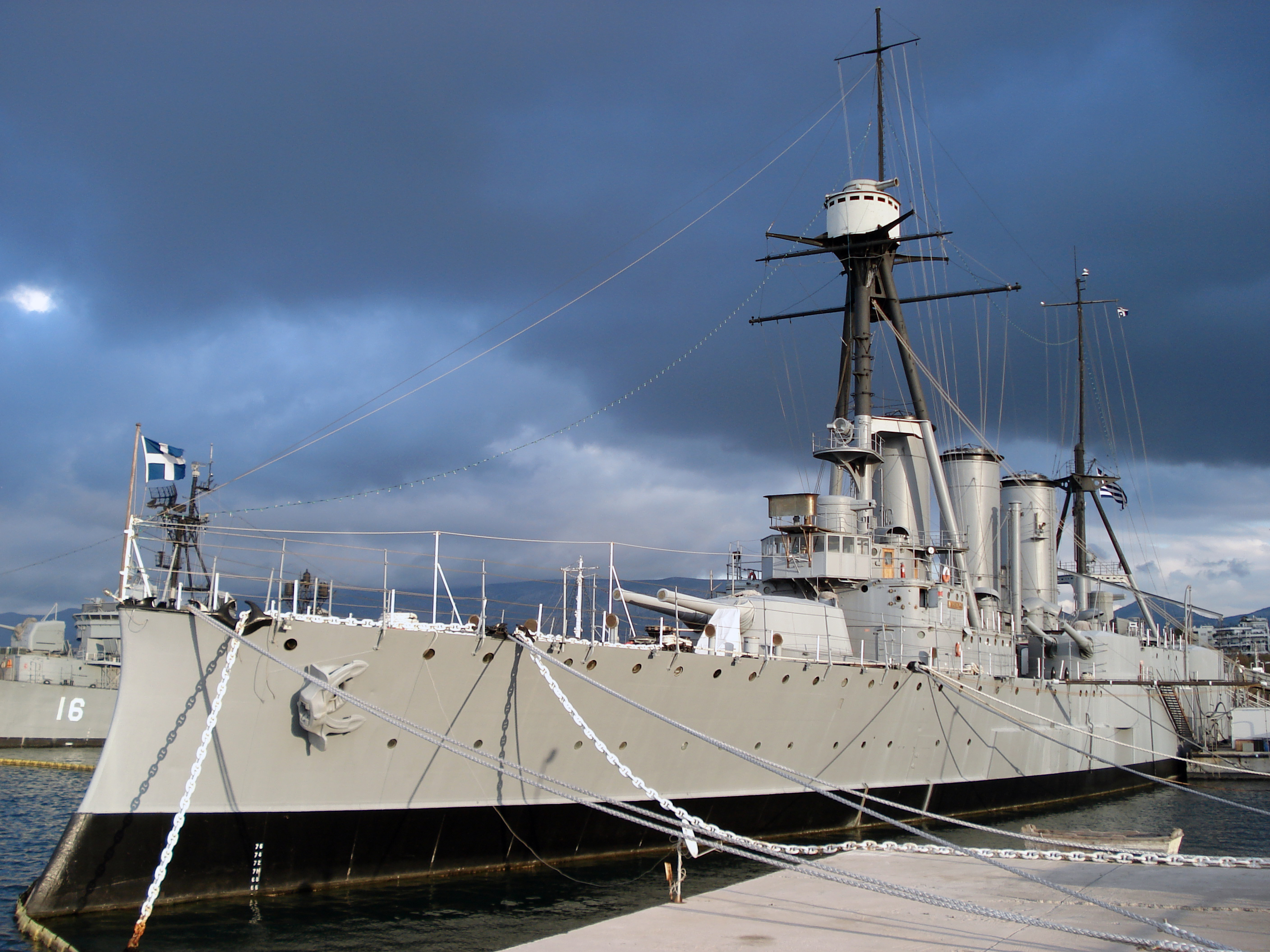
Crucero acorazado griego Georgios Averof.

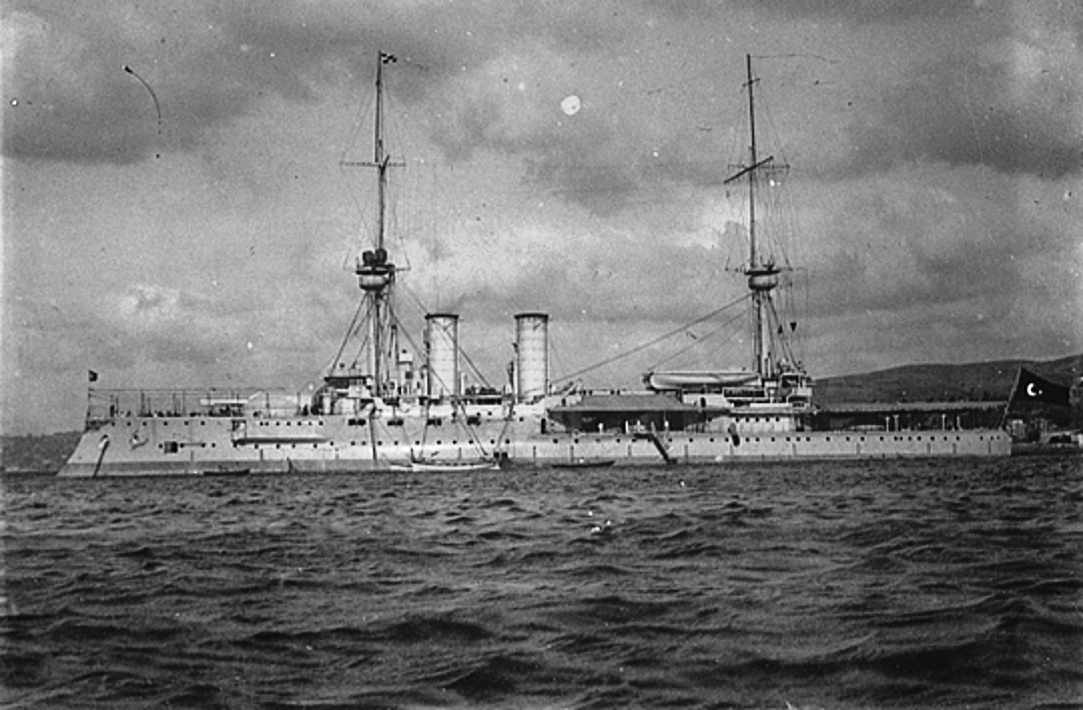
El acorazado otomano Barbaros Hayreddin entre los años 1910 y 1915.

La Armada griega, al mando del contraalmirante Pavlos Kountouriotis, contaba con el crucero acorazado Georgios Averof, los acorazados pre-dreadnought Spetsai, Hydra y Psara (ya obsoletos), y 4 destructores. Por su parte, la flota otomana estaba formada por los viejos acorazados pre-dreadnought Barbaros Hayreddin, Turgut Reis y Mesudiye, un crucero y 3 destructores.
Al aproximarse ambas flotas, el comandante griego Kountouriotis ordena maniobrar para "cortar la T" enemiga, con el fin de exponer a los turcos a la totalidad de los cañones griegos, una maniobra realizada exitosamente por los japoneses en la batalla de Tsushima. Sin embargo, la velocidad de sus viejos acorazados no permite tal acción, por lo cual manda izar la letra "Z" con la bandera de señales (señal de "acción independiente") e iniciar la maniobra sólo con su buque insignia, el Averof, consiguiendo posicionarse ventajosamente. Los turcos reciben varios impactos, y al percatarse del peligro que esta maniobra representaba, comienzan a virar, pero desarman su línea y huyen desordenadamente.
El resto de los buques griegos se unió a la persecución de la flota turca, sin lograr darle alcance.

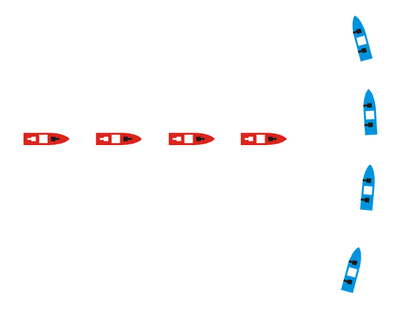
La maniobra conocida como "Cortar la T" consiste en interceptar la línea enemiga, dejándola a merced de toda la artillería propia y exponiéndose sólo a los cañones rivales de proa.

## Consecuencias
Los buques griegos recibieron muy pocos impactos, contándose solo dos muertos entre sus hombres. Por parte turca, el buque insignia Barbaros resultó con daños de consideración, mientras que el  Turgut Reis y el Mesudiye terminaron con algunos daños menores; en total sufrieron 58 muertos y numerosos heridos.
La victoria permitió a Grecia controlar el Egeo, obligando a la flota otomana a permanecer dentro de los límites de los Dardanelos. Los turcos intentaron una nueva salida en enero de 1913, culminando las acciones en la batalla de Lemnos.
Luego de esta acción, los griegos pudieron liberar las islas de Lesbos, Chios, Lemnos y Samos.